# 熊本運輸支局
熊本運輸支局（くまもとうんゆしきょく）は国土交通省九州運輸局の地方支分部局の一つで、45都道府県にある運輸支局のひとつ。
陸運部門を担当する本庁舎と、海事部門を担当する三角庁舎がある。いずれも熊本県全県を管轄区域とする。
ここで交付されるナンバープレートは「熊本」ナンバーになる。2018年からはくまモンが描かれた地方版図柄入りナンバーを交付している。
1988年以前に交付されていたナンバープレートは「熊」ナンバーであった。

## 所在地
- 本庁舎：熊本県熊本市東区東町4-14-35
- 三角庁舎：熊本県宇城市三角町三角浦1160-20　三角港湾合同庁舎